# جورج باركر (لاعب كريكت)
جورج باركر (25 مايو 1819 - 13 أكتوبر 1893) (بالإنجليزية: George Barker)‏ هو لاعب كريكت بريطاني.